# Tibby Edwards
Tibby Edwards (* 19. März 1935 in Garland, Louisiana, als Edwin Thibodeaux; † 21. Oktober 1999 in Baton Rouge, Louisiana) war ein US-amerikanischer Country-Musiker. Edwards wurde vor allem durch seine Auftritte im KWKH Louisiana Hayride bekannt.

## Leben

### Kindheit und Jugend
Mit seinem Vater, einem Wanderarbeiter, reiste Edwards in seiner Kindheit viel in Louisiana und West Texas umher. In Louisiana wurde er von dem dort vorherrschenden Cajunklängen beeinflusst. Er lernte früh Gitarre spielen und hörte sich seine Idole Roy Acuff, Hank Williams und Lefty Frizzell an.

### Karriere

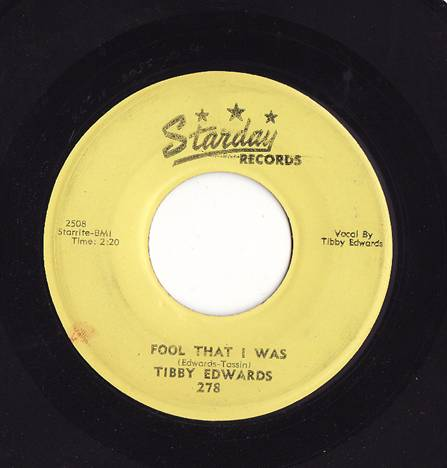
Fool That I Was, 1957

1949 traf Edwards Frizzell und beide wurden schnell Freunde. Frizzell begann Edwards zu fördern und nahm ich mit auf Tournee. 1952 erhielt Edwards dann die Möglichkeit, festes Mitglied im Louisiana Hayride zu werden, bei dem er insgesamt fünf Jahre blieb. 1953 unterzeichnete er einen Plattenvertrag bei Mercury Records, landete in seiner ganzen Zeit bei dem Label bis 1958 jedoch nie einen Hit. Seine Popularität baute er vor allem auf seine Auftritte im Hayride auf. Hinter dessen Bühnen lernte Edwards 1955 den jungen Elvis Presley kennen, der ihn nachhaltig beeinflusste. Inspiriert durch Presley nahm Edwards im selben Jahr die Platten Flip Flop & Fly und Play It Cool Man auf. Auch wenn die Songs mit Fiddle und Steel Guitar noch tief in der traditionellen Country-Musik verwurzelt waren, stellen diese Titel auch heute noch unter Rockabilly-Fans beliebte Sammler-Stücke dar. 1957 wurde Edwards jedoch zum Militär einberufen, daher musste er seine Karriere unterbrechen.
Nach seiner Entlassung aus der Armee versuchte Edwards wieder im Musikgeschäft Fuß zu fassen, was jedoch nicht gelang. Seine Karriere war vorbei, trotz einiger Singles bei verschiedenen kleinen Labels. Er zog nach Baton Rouge, wo er bis zu seiner Pensionierung als Tapezierer arbeitete.
Tibby Edwards verstarb 1999 in Baton Rouge. 2007 wurde von den Bear Family Records die CD Play It Cool Man, Play It Cool mit seinen gesammelten Werken veröffentlicht.

## Diskografie

### Singles
| Jahr            | Titel                                                                | #   | Anmerkungen |
| --------------- | -------------------------------------------------------------------- | --- | ----------- |
| Mercury Records |                                                                      |     |             |
| 1953            | If You Love Me, Let It Know Me / Walkin’ and a-Cryin’ With The Blues |     |             |
| 1954            | Too Proud to Wear My Name / That’s How I Was Lost                    |     |             |
| 1954            | Mine Forever / Cry, Cry Darlin’                                      |     |             |
| 1954            | I’m Still In Love With You / If You Lose, You’ll Understand          |     |             |
| 1954            | Try To Understand / Uninvited                                        |     |             |
| 1954            | Just A Few More Tears / What Has Become Of You                       |     |             |
| 1955            | Flip, Flop & Fly / There Ain’t No Better Time                        |     |             |
| 1955            | Play It Cool Man / Shift Gears                                       |     |             |
| 1955            | C’est Si Tout / It’ll Be a Long, Long Time                           |     |             |
| 1956            | You Made A Believer Out of Me / I Can’t Forget to Future             |     |             |
| 1957            | I Asked For More / But I Do                                          |     |             |
| 1957            | Long Time Gone / I’d Come Running                                    |     |             |
| Starday Records |                                                                      |     |             |
| 1957            | Fool That I Was / I Don’t Want To Say I Love You                     | 278 |             |
| D Records       |                                                                      |     |             |
| 1959            | Memory Of A Lie / One More Night                                     |     |             |
| Todd Records    |                                                                      |     |             |
| 1960            | Daydreamin’ / Teenage Trouble                                        |     |             |
| Jin Records     |                                                                      |     |             |
| 1960            | Congratulations To You / Forever Is A Long Time                      |     |             |

### Alben
- 2007: Play It Cool Man, Play It Cool